# Риалити роман
Риалити романът е хибриден жанр в изкуството, който съчетава елементи на роман, създаване „на живо“ и колективно авторство.

## Описание
Произведението се състои от предварително определени елементи и сюжетна линия. Всяка глава от произведението се създава от отделен автор. Журналист кани съответния автор, и пряко в ефир му задава въпроси: авторът импровизира сюжета и хода на действието, и актьори ги изпълняват веднага (също импровизирайки). Резултатът е съвместно творчество на автора, актьорите и водещия, което по форма е роман, и се изпълнява в директно излъчване (оттук и името – „риалити роман“).

## История
Концепцията за жанра е създадена през 2007 г. от журналистите Емил Янев и Кин Стоянов и актрисата Елена Бозова.
Първото произведение в него – „Шифърът на елкинемите“ – е излъчено по Радио София през 2008 г., от 10 февруари до 13 април, всяка неделя, по един час. Излъчванията са общо 10, по едно на автор: поканените автори са Боян Биолчев, Николай Василев, Калин Илиев, Ваня Щерева, Велислава Дърева, Стефан Вълдобрев, Юри Лазаров, Недялко Делчев, Фани Цуракова и Емил Андреев.